# ジョン・クーパー (自動車技術者)
ジョン・ニュートン・クーパー（John Newton Cooper 、1923年7月17日 - 2000年12月24日）はクーパー・カー・カンパニーの共同創設者。父チャールズ・ニュートン・クーパー（Charles Newton Cooper ）とともに同社を設立した。
イングランドのサリーにあるキングストン・アポン・テムズで生まれたクーパーは、やがてF1やインディ500といった最高レベルのモータースポーツの容貌を一変させることになる、リアエンジン配置の車両設計によって伝説的存在となった。

## 来歴
父チャールズ・クーパーは、キングストン・アポン・テムズ王立特別区のサービトンで、レーシングカーを修繕する小さなガレージを経営していた。息子ジョンは15歳で学校を卒業し、まず工具屋の奉公、続いてイギリス空軍の計器担当者として第二次世界大戦に従軍した。復員後、親子はプライベーターに対してシンプルかつ安価な単座席のレーシングカーを（しばしば軍の余剰品を用いて）製造・販売する仕事を始めた。彼らの製造した車は非常に良い成果を挙げたためにすぐ需要が増加し、その結果1948年には彼ら自身の会社を設立してさらなる生産に努めた。
ステレオタイプの英国人がそうであるように、彼らのレーシングカーのエンジンをミッドシップに置く決断をした経緯について、クーパーは「その方が都合よかったから」というように、常に控えめな物言いをした。彼らの車はバイク用のエンジンを用いていたので、後ろに乗せてチェーン駆動したのだ。「我々は何がしかの科学的なブレークスルーを成し遂げようとしているなんて感覚は、全く無かったんだ！……我々がエンジンを後方に配置したのは……そうすべき実際的な理由があったからだ」とクーパーは語っている。
1950年代初期には、熱意ある英国人レーシングドライバーが皆そろってクーパー製マシンのステアリングを握っているようにさえ見えた。実際、クーパーのF1マシンは当時の伝説的ドライバーたちによってドライブされていた -- ジャック・ブラバム、スターリング・モス、モーリス・トランティニアン、ブルース・マクラーレンらである。9年間でクーパーのチームはグランプリ16勝を挙げ、1959年と1960年にはブラバムとともに連続ワールドチャンピオンを獲得した。
1959年のアメリカグランプリに出走するためフロリダ州セブリングにいたクーパーは、USACチャンピオンでインディ500の勝者でもあったロジャー・ウォードのことを知った。ウォードもまたクーパーの小さな車がロードコースで見せる旋回性能に大変驚き、「君たちはオーバルコースで君たちの車を試してみるべきだ。インディは君たちを待っている！」と言ってインディアナポリスでのテストを提案した。クーパーは1960年秋に1台のマシンをインディアナポリスに持ち込んだ。クーパー曰く、ドライバーや製造者、その他の関係者たちがこぞって「ワクワクしながら、あるいは好奇心たっぷりに待ちわびていた」。ジャック・ブラバムがウォームアップ走行に出たとき、彼は（インディにおける）新人がコース上で徐々にスピードを上げていかねばならないという事を知らなかった。結局彼はわずか2周目で時速144.8マイルを記録したが、これは直近のレースにおける予選3列目に相当する速さであった。ウォードは熱狂し、自分もマシンに乗れるようクーパーを納得させた。このとき、インディアナポリスの人々は彼らのフロントエンジン型ロードレーサーの時代が過ぎ去ったことを実感した。数年の間に、クーパーのオープンホイール型レーシングカーにおける革命は完遂した。
ミニ (BMC)のクーパーによる改良 -- ミニ・クーパー -- は、ラリードライバーと一般ドライバーの双方にとって魅力的なものであった。ジョン・クーパーの生前に、クーパーの名はBMWにライセンスされ、新型ミニの上位モデルに付けられることになった。ジョンは息子のマイク・クーパーとともに、ローバーおよびBMWによる新型ミニのデザインチームにおける相談役を務めた。
クーパーはF1の発達期におけるF1チーム代表者の最後の生き残りであった。彼は後年、レースから楽しみが消えて久しいことをしばしば嘆いていた。彼はモータースポーツ技術における英国の優位性を確立し、これは現在も続いている。こうしたモータースポーツへの功績により、彼は大英帝国勲章（CBE）を授かった。彼は2000年に77歳で死去するまで、ウェスト・サセックスで家族経営するガレージ（イースト・プレストンでミニ・クーパーの、またフェリングでホンダ車のアウトレットをそれぞれ保有）の社長を続けた。

## 参考
1. ↑  John Cooper - A Very British Marque, A Very British Man（英語）
2. ↑  John Cooper (1977). The Grand Prix Carpetbaggers: The Autobiography of John Cooper. Doubleday. ISBN 0-385-03081-9